# Hymne beylical
L'hymne beylical, souvent appelé Salut beylical (arabe : سلام الباي), fut l'hymne national de la Tunisie entre 1846 et 1957. Il est chanté à la gloire du bey de Tunis qui règne alors sur le pays.
Initialement sans paroles, des paroles arabes sont ensuite écrites par un poète inconnu et des paroles françaises adaptées à la mélodie de l'hymne. Selon l'historien Othman Kaak (cité par Salah El Mahdi), la musique aurait été composée par Giuseppe Verdi mais Salah El Mahdi lui-même conteste cette information.
Cet hymne est remplacé temporairement en tant qu'hymne national par Humat Al-Hima lors de la déchéance de la monarchie et de la proclamation de la république, le 25 juillet 1957, puis par Ala Khallidi le 20 mars 1958. 

## Paroles
| بدوام هذا النّصر و عزّ هذا العصر يعيش (اسم الملك) باي طول السّنين والدّهر ادّه يا ربّ كمال مع جلال و إقبال و أدِم هذا المشير مظهرا لكلّ فخر | Salut au Prince Valeureux Ô tout puissant, Ô généreux Que l'amour du bien anime Le Bey Magnanime • Sous les lois du progrès Son peuple s'est courbé Pour lui rendre Justice Que ce chant retentisse Gloire, Gloire et Salut au Bey |